# Mouila
Mouila är en stad i Gabon, huvudstad i provinsen Ngounié. Den ligger i den centrala delen av landet, 300 km sydost om huvudstaden Libreville. Antalet invånare är 36 061.